# Protaetia elegans
Protaetia elegans är en skalbaggsart som beskrevs av Kometami 1938. Protaetia elegans ingår i släktet Protaetia och familjen Cetoniidae. Inga underarter finns listade i Catalogue of Life.